# روائع التراث الشفهي اللامادي للإنسانية
قبل مفهوم «التراث الشفوي للإنسانية» أو «التراث الشفهي اللامادي للإنسانية» ظهر أولا مفهوم 'التراث الثقافي اللامادي للإنسانية' في بداية سنوات 1990، بعد التوصيات التي قُدمت عام 1989 حول حماية الثقافات التقليدية، في وقت يتجه فيه التراث العالمي أساسا إلى الجوانب المادية للثقافة. وفي عام 1997، بادر عدد من المثقفين المغاربة ومنظمة اليونسكو بعقد اجتماع في مدينة مراكش المغربية حدد خلاله مفهوم «التراث الشفوي للإنسانية». وتقرر خلاله التفريق بين أعمال هذا التراث بهدف حفظها وإبراز قيمتها، وذلك في إطار «إعلان روائع التراث الشفوي والتراث اللامادي للإنسانية». وفي عام 2001 أعلنت لأول مرة قائمة مأثورات تقدمت بها الدول. وتوضع قائمة جديدة كل سنتين. ويجب أن تكون المأثورات المقترحة تعبيرا ثقافيا حيا أو مهددا، كما يجب أن تكون قد وضعت لها برامج لصيانتها وتطويرها. وفي عام 2003 تبنت الدول الأعضاء في اليونسكو اتفاقية لصون التراث الشفهي اللامادي للإنسانية، التي دخلت حيز التنفيذ في شهر أبريل 2006. وقد أعطيت التوجيهات العملية لهذه المعاهدة من قبل اللجنة الدولية الحكومية، وحددت قائمة تمثيلية وأخرى تستوجب الصون الاستعجالي لتظهر عليها المأثورات التي حددت سابقا وتسجل عليها سنويا مأثورات جديدة.

## تعريف التراث الثقافي اللامادي

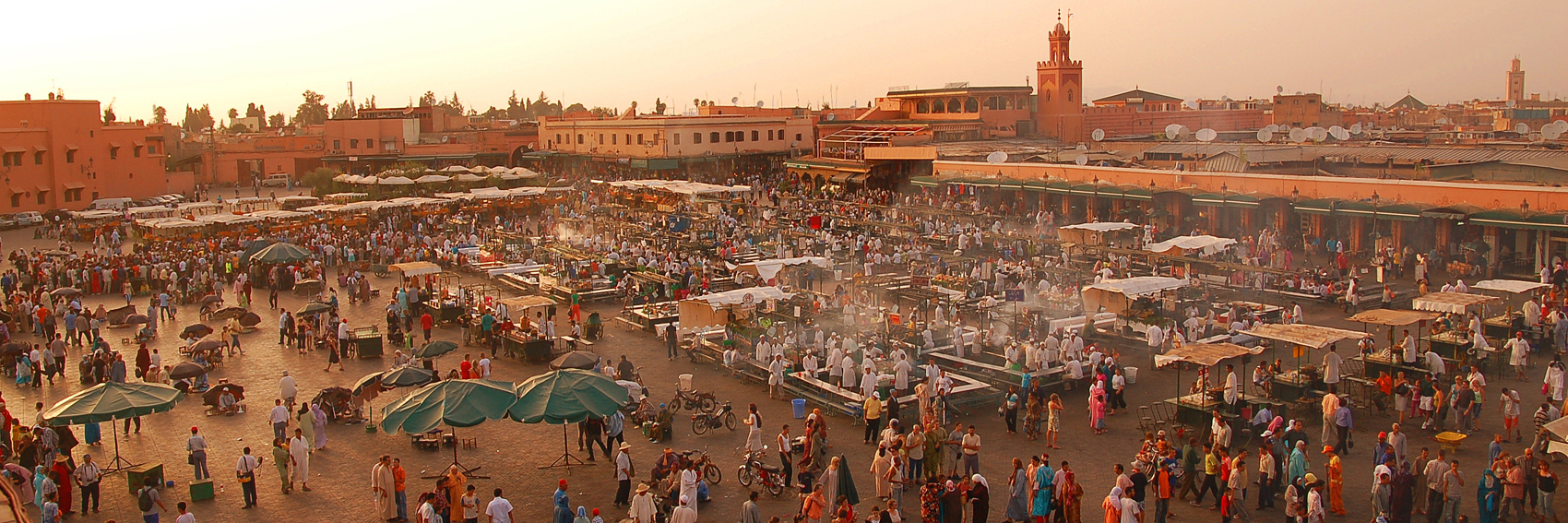
حماية الأنشطة الشفهية التراثية في المغرب بساحة جامع الفنا ألهمت اليونسكو لإتخاذ وتبني مبادرة تسمية وتصنيف روائع التراث الشفهي اللامادي للإنسانية.

في عام 2001، قامت اليونسكو بالتحقيق  لدى الدول والمنظمات الدولية والمنظمات غير الحكومية بهدف تحديد مفهوم التراث اللامادي، ووقع تبني اتفاقية  لحمايته. وحسب هذه الاتفاقية التي وقعت المصادقة عليها في 20 جوان 2007 من قبل أكثر من 78 دولة، فإن التراث اللامادي أو التراث الحي هو المصدر الرئيسي للتنوع الثقافي حيث جاء فيها:
«يقصد بالتراث الثقافي اللامادي الممارسات والتمثلات والتعابير والمعارف والمهارات وكذا الآلات والأدوات والأشياء الاصطناعية والفضاءات الثقافية المرتبطة بها والتي تعترف بها الجماعات والمجموعات وإذا اقتضى الحال الأفراد باعتبارها جزءا من تراثهم الثقافي. وهذا التراث الثقافي اللامادي ينتقل من جيل إلى جيل، ويقع بعثه من جديد من قبل الجماعات والمجموعات طبقا لبيئتهم وتفاعلهم مع الطبيعة ومع تاريخهم، وهو يعطيهم الشعور بالهوية والاستمرارية، بما يساهم في تطوير احترام التنوع الثقافي والإبداع الإنساني».
وبصيغة موسعة فإن التراث الثقافي يشمل الثقافة الموروثة عن الأجداد، وإن انتقال ذلك التراث في مجموعة بشرية يضمن دوام هويتها.

## قائمة الروائع التراثية لعام 2001
يبلغ عدد هذه الأعمال 19 وقد وقع تسجيلها رسميا عام 2008، وهي:

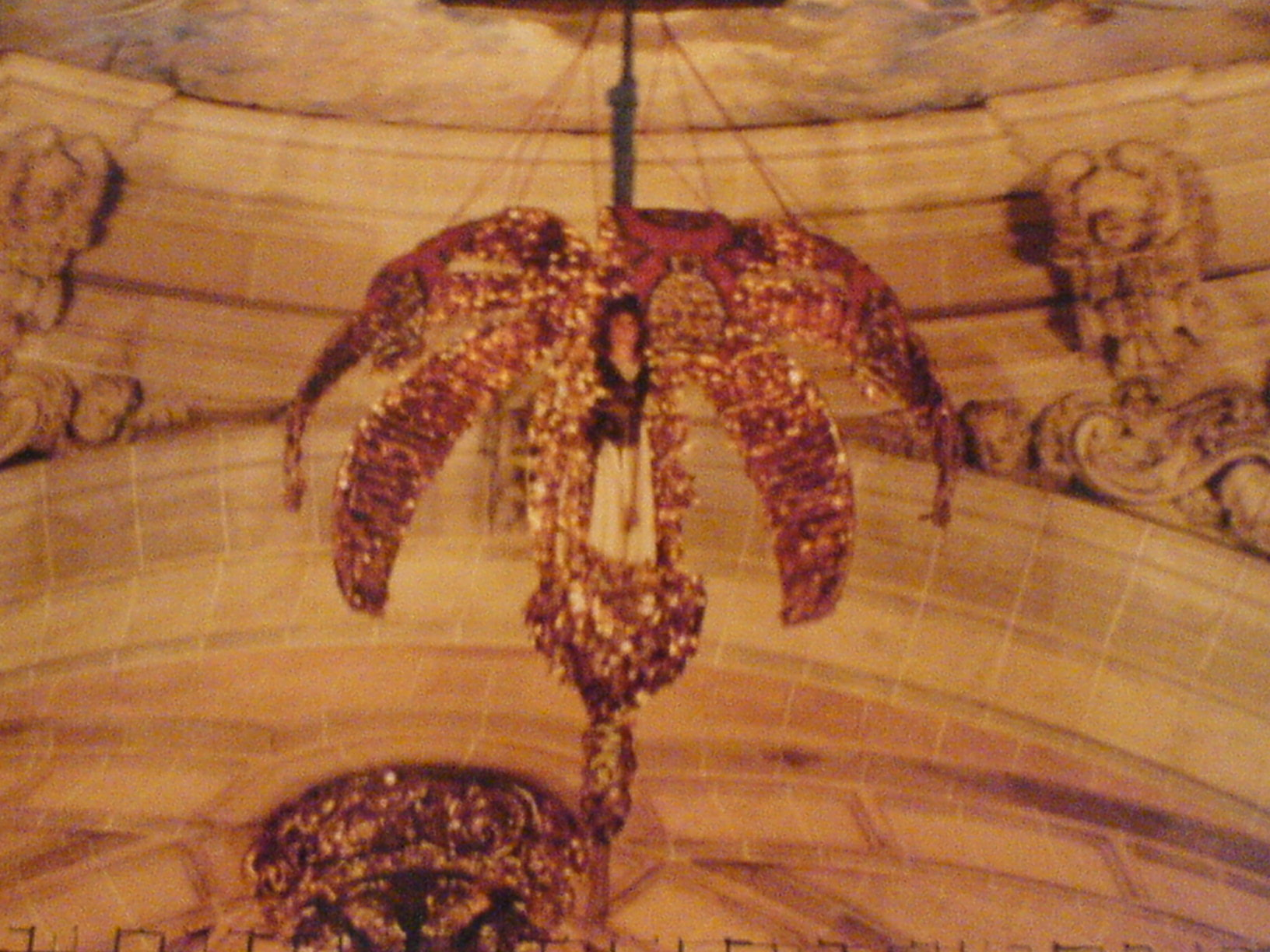
لغز إلش، في إسبانيا.

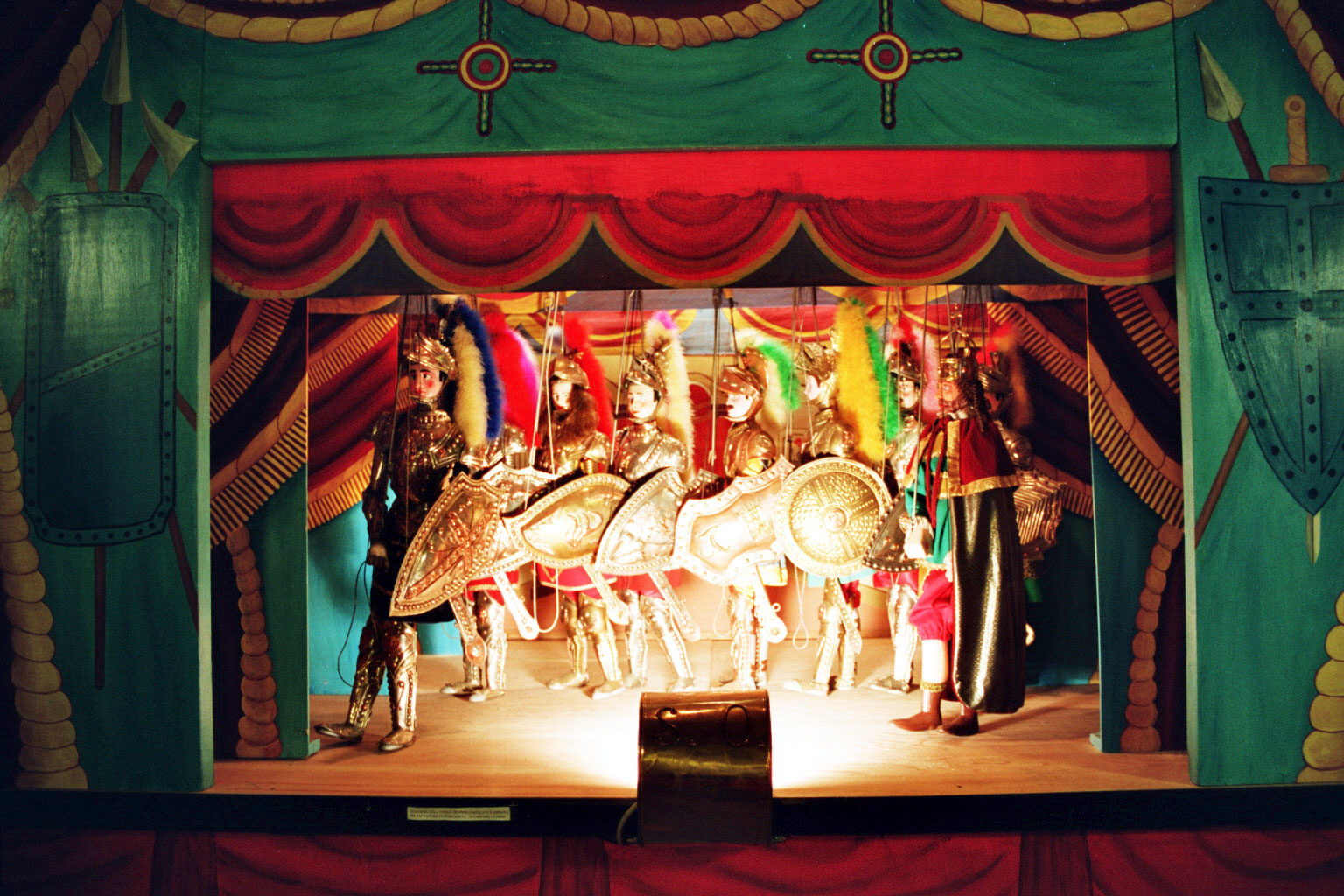
مسرح العرائس الصقلي، في إيطاليا.

1. بليز (بمساندة من هندوراس وغواتيمالا ونيكاراغوا): اللغة والرقص وموسيقى غاريفونا
2. بنين (بمساندة من نيجيريا وتوغو): التراث الشفوي جلده
3. بوليفيا: كرنفال أورورو
4. الصين: أوبرا كنكو
5. ساحل العاج: أبواق قبوف لأفنكها: موسيقى والحيز الثقافي لجماعة تقبانا
6. إسبانيا: لغز إلش
7. روسيا: الحيز الثقافي والثقافة الشفوية « سميسكيل »
8. جورجيا: الإنشاد الجورجي المتعدد النغمات
9. غينيا: الفضاء الثقافي لسوسو بالا
10. الهند: مسرح سنسكريت كوتياتام
11. إيطاليا: مسرح العرائس الصقلي Opera dei Pupi
12. اليابان: مسرح نوغاكو
13. لتوانيا (بمساندة من لتونيا): إبداع ورمزية الصلبان بلتوانيا ;
14. المغرب: الفضاء الثقافي لساحة جامع الفنا
15. أوزباكستان: الحيز الثقافي لمقاطعة بويسون ;
16. الفلبين: الروايات المغناة لهدهد إيفوغاو ;
17. جمهورية كوريا: الطقس الملكي للأجداد والموسيقى الطقوسية لحرم جونغميو
18. جمهورية الدومنيكان: الحيز الثقافي لأخوية الروح القدس لكونغو دي فيلا ميلا ;
19. الإكوادور والبيرو: التراث الشفوي والتظاهرات الثقافية لشعب زابارا.

### قوائم متعلقة
- قائمة مواقع التراث العالمي غير المادي في المغرب العربي
- قائمة التراث الثقافي غير المادي في السعودية

## روائع تراث البلاد العربية
1. الأردن: الحيز الثقافي لبدو البتراء ووادي رم.
2. الجزائر: أهليل قورارة.
3. سلطنة عمان: البرعة.
4. العراق: المقام العراقي.
5. فلسطين: الحكاية الفلسطينية.
6. مصر: ملحمة السيرة الهلالية.
7. المغرب: موسم طانطان.
8. اليمن: الغناء الصنعاني.
9. السعودية: القط العسيري، العرضة النجدية، المزمار.[4]
10. عدة دول عربية تشترك في نفس التراث: مثل تربية الصقور أو الصيد بالصقور.[5]

## وصلة خارجية
- اتفاقية صون التراث الثقافي اللامادي

## إشارات مرجعية
1. ↑  وصلة إنجليزية: موقع اليونسكو تحت عنوان: UNESCO TO PROTECT MASTERPIECES OF THE ORAL AND INTANGIBLE HERITAGE OF HUMANITY [وصلة مكسورة] نسخة محفوظة 04 مارس 2016 على موقع واي باك مشين.
2. ↑  اجتماع عام 2001 - مفهوم اليونسكو. نسخة محفوظة 27 يناير 2011 على موقع واي باك مشين.
3. ↑  الموقع الرسمي لليونسكو نسخة محفوظة 19 سبتمبر 2015 على موقع واي باك مشين.
4. ↑  المملكة العربية السعودية - التراث غير المادي - - UNESCO نسخة محفوظة 29 يونيو 2020 على موقع واي باك مشين.
5. ↑  "مربي الصقور يحمل صقره بالقرب من العين". المكتبة الرقمية العالمية. 1965. مؤرشف من الأصل في 2019-03-02. اطلع عليه بتاريخ 2013-07-07.